# Lourenço Lopes
Lourenço Lopes war Gouverneur von Portugiesisch-Timor und Solor von 1705 und 1706.
Lopes war der Schwager von Domingos da Costa, der seit 1697 die Topasse als Capitão-mor führte. Die Topasse hatten zu dieser Zeit die eigentliche Macht in den portugiesischen Besitzungen in der Region inne. Bereits zwei Gouverneure, die der Vizekönig in Goa entsandt hatte, waren von den Topasse gefangen und zurückgeschickt worden.
1702 traf António Coelho Guerreiro als neuer Gouverneur in Lifau ein. Mit Hilfe des hoch angesehenen Bischof Manuel de Santo António konnte Guerreiro sich die Unterstützung von Lopes sichern und sein Amt bis 1705 ausführen. Dafür erhielt Lopes den Rang eines Generalleutnants (tenente-general). Als Guerreiro nach seiner Amtszeit nach Goa zurückkehrte, wurde Lourenço Lopes als neuer Gouverneur eingesetzt.